# Kaisariani

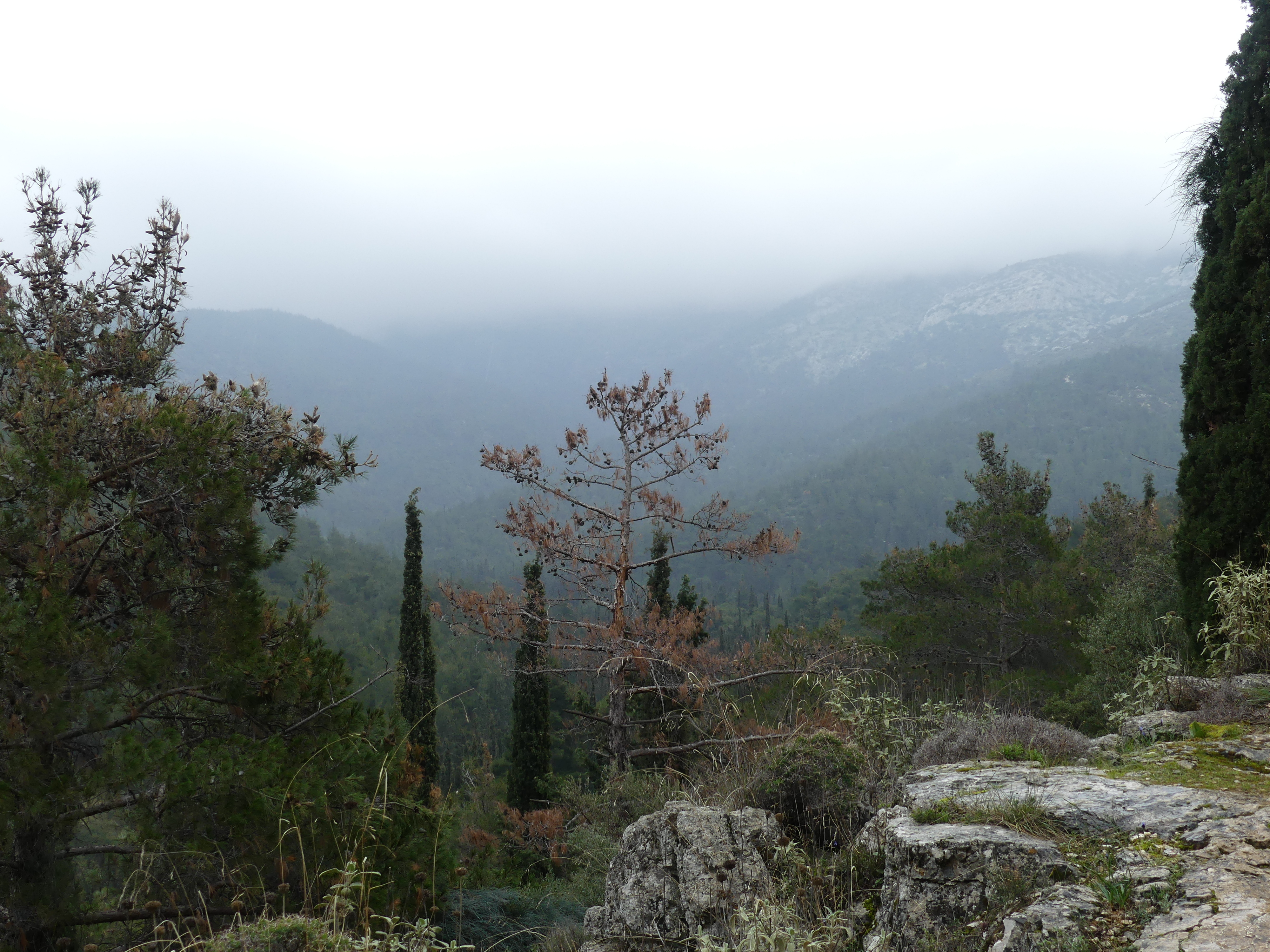
Pădurea Kaisariani

Kaisariani este un oraș în Grecia.